# Steven Berghuis
Steven Berghuis (Apeldoorn, Países Bajos, 19 de diciembre de 1991) es un futbolista neerlandés que juega de centrocampista en el Ajax de Ámsterdam de la Eredivisie de los Países Bajos.

## Selección nacional
Fue convocado por primera vez a la selección de fútbol de los Países Bajos en mayo de 2015.

### Participaciones en Copas del Mundo
| Copa                           | Sede  | Resultado        | Partidos | Goles |
| ------------------------------ | ----- | ---------------- | -------- | ----- |
| Copa Mundial de Fútbol de 2022 | Catar | Cuartos de final | 4        | 0     |

### Participaciones en Eurocopas
| Eurocopa      | Sede   | Resultado        | Partidos | Goles |
| ------------- | ------ | ---------------- | -------- | ----- |
| Eurocopa 2020 | Europa | Octavos de final | 2        | 0     |

## Estadísticas

### Clubes
Actualizado al último partido disputado el 18 de mayo de 2025.
| Club                             | Div.          | Temporada     | Liga  | Liga  | Liga   | Copas nacionales | Copas nacionales | Copas nacionales | Copas internacionales | Copas internacionales | Copas internacionales | Total | Total | Total  |
| Club                             | Div.          | Temporada     | Part. | Goles | Asist. | Part.            | Goles            | Asist.           | Part.                 | Goles                 | Asist.                | Part. | Goles | Asist. |
| -------------------------------- | ------------- | ------------- | ----- | ----- | ------ | ---------------- | ---------------- | ---------------- | --------------------- | --------------------- | --------------------- | ----- | ----- | ------ |
| F. C. Twente · Países Bajos      | 1.ª           | 2010-11       | 1     | 0     | 0      | 0                | 0                | 0                | ―                     | ―                     | ―                     | 1     | 0     | 0      |
| F. C. Twente · Países Bajos      | 1.ª           | 2011-12       | 7     | 1     | 0      | 2                | 4                | 1                | 5                     | 0                     | 0                     | 14    | 5     | 1      |
| F. C. Twente · Países Bajos      | Total club    | Total club    | 8     | 1     | 0      | 2                | 4                | 1                | 5                     | 0                     | 0                     | 15    | 5     | 1      |
| VVV-Venlo · Países Bajos         | 1.ª           | 2011-12       | 20    | 4     | 1      | ―                | ―                | ―                | ―                     | ―                     | ―                     | 20    | 4     | 1      |
| VVV-Venlo · Países Bajos         | Total club    | Total club    | 20    | 4     | 1      | 0                | 0                | 0                | 0                     | 0                     | 0                     | 20    | 4     | 1      |
| AZ Alkmaar · Países Bajos        | 1.ª           | 2012-13       | 23    | 0     | 1      | 3                | 0                | 0                | 1                     | 0                     | 0                     | 27    | 0     | 0      |
| AZ Alkmaar · Países Bajos        | 1.ª           | 2013-14       | 29    | 9     | 7      | 5                | 1                | 3                | 7                     | 0                     | 0                     | 41    | 10    | 10     |
| AZ Alkmaar · Países Bajos        | 1.ª           | 2014-15       | 22    | 11    | 4      | 2                | 0                | 1                | ―                     | ―                     | ―                     | 24    | 11    | 8      |
| AZ Alkmaar · Países Bajos        | Total club    | Total club    | 74    | 20    | 12     | 10               | 1                | 4                | 8                     | 0                     | 0                     | 92    | 21    | 16     |
| Watford F. C. Inglaterra         | 1.ª           | 2015-16       | 9     | 0     | 2      | 2                | 0                | 0                | ―                     | ―                     | ―                     | 11    | 0     | 2      |
| Watford F. C. Inglaterra         | Total club    | Total club    | 9     | 0     | 2      | 2                | 0                | 0                | 0                     | 0                     | 0                     | 11    | 0     | 2      |
| Feyenoord · Países Bajos         | 1.ª           | 2016-17       | 30    | 7     | 5      | 4                | 1                | 0                | 3                     | 0                     | 0                     | 37    | 8     | 5      |
| Feyenoord · Países Bajos         | 1.ª           | 2017-18       | 31    | 18    | 12     | 6                | 4                | 0                | 6                     | 1                     | 2                     | 43    | 23    | 14     |
| Feyenoord · Países Bajos         | 1.ª           | 2018-19       | 33    | 12    | 12     | 5                | 1                | 1                | 2                     | 0                     | 0                     | 40    | 13    | 13     |
| Feyenoord · Países Bajos         | 1.ª           | 2019-20       | 24    | 15    | 7      | 4                | 4                | 1                | 10                    | 3                     | 0                     | 38    | 22    | 8      |
| Feyenoord · Países Bajos         | 1.ª           | 2020-21       | 33    | 19    | 13     | 2                | 1                | 0                | 6                     | 1                     | 1                     | 39    | 20    | 14     |
| Feyenoord · Países Bajos         | Total club    | Total club    | 151   | 71    | 49     | 21               | 11               | 2                | 27                    | 5                     | 3                     | 199   | 87    | 54     |
| Ajax de Ámsterdam · Países Bajos | 1.ª           | 2021-22       | 33    | 8     | 11     | 5                | 1                | 2                | 8                     | 3                     | 0                     | 46    | 12    | 13     |
| Ajax de Ámsterdam · Países Bajos | 1.ª           | 2022-23       | 29    | 9     | 9      | 5                | 0                | 0                | 8                     | 2                     | 2                     | 42    | 11    | 11     |
| Ajax de Ámsterdam · Países Bajos | 1.ª           | 2023-24       | 20    | 5     | 8      | 0                | 0                | 0                | 9                     | 3                     | 2                     | 29    | 8     | 10     |
| Ajax de Ámsterdam · Países Bajos | 1.ª           | 2024-25       | 26    | 2     | 5      | 2                | 0                | 0                | 14                    | 1                     | 2                     | 42    | 3     | 7      |
| Ajax de Ámsterdam · Países Bajos | Total club    | Total club    | 108   | 24    | 33     | 12               | 1                | 2                | 39                    | 9                     | 6                     | 159   | 34    | 41     |
| Total carrera                    | Total carrera | Total carrera | 370   | 120   | 97     | 47               | 17               | 9                | 79                    | 14                    | 9                     | 496   | 151   | 115    |

## Palmarés

### Títulos nacionales
| Título                        | Club               | País         | Año     |
| ----------------------------- | ------------------ | ------------ | ------- |
| Copa de los Países Bajos      | AZ Alkmaar         | Países Bajos | 2012-13 |
| Eredivisie                    | Feyenoord Róterdam | Países Bajos | 2016-17 |
| Supercopa de los Países Bajos | Feyenoord Róterdam | Países Bajos | 2017    |
| Copa de los Países Bajos      | Feyenoord Róterdam | Países Bajos | 2017-18 |
| Supercopa de los Países Bajos | Feyenoord Róterdam | Países Bajos | 2018    |
| Eredivisie                    | Ajax de Ámsterdam  | Países Bajos | 2021-22 |

### Distinciones individuales
| Distinción                       | Año     |
| -------------------------------- | ------- |
| Máximo goleador de la Eredivisie | 2019-20 |